# 閉じた眼

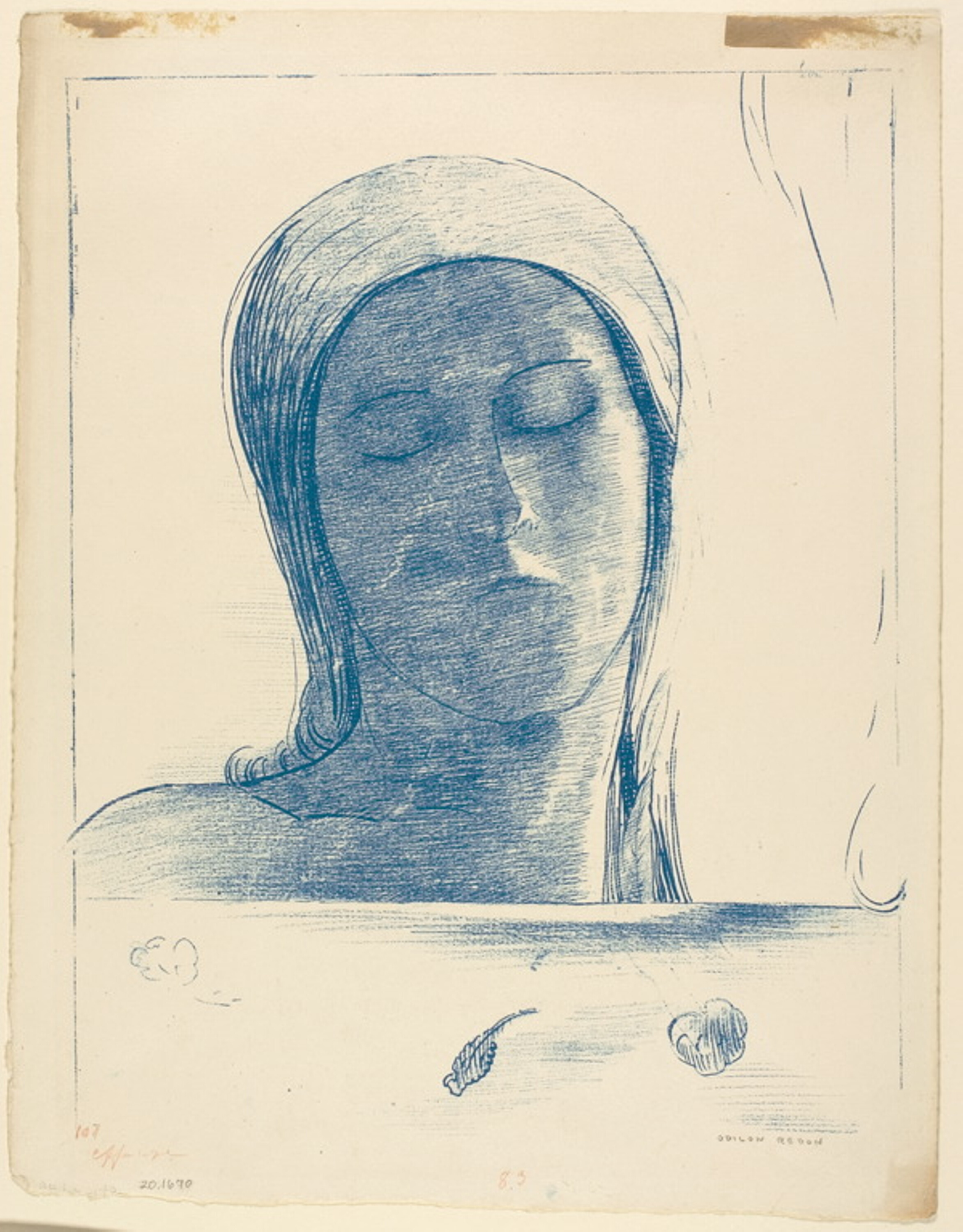
オディロン・ルドン『閉じた眼』(1890年、リトグラフ、青インク・紙、29.5cm×23cm、シカゴ美術館蔵)

『閉じた眼』 (とじため、フランス語: Les yeux clos) は、武満徹が作曲したピアノ曲。副題は「瀧口修造の追憶に」。1979年 (昭和54年)、同年に開かれた高橋アキのリサイタルのために書かれた。後年、武満自身によってオーケストレーション化された。

## 作曲の経緯
題名の『閉じた眼』は、ルドンの同名のリトグラフから採られている。
武満自身の説明では、発端は1968年 (昭和43年) にシカゴで大雪のために空港が閉鎖されてしまい1週間近く足止めされていた時にさかのぼる。その間、友人宅に泊めてもらいながら、シカゴ美術館に毎日通って絵を見てすごしたことがあり、そこで見たルドンの『閉じた眼』に強い印象を受けたという。

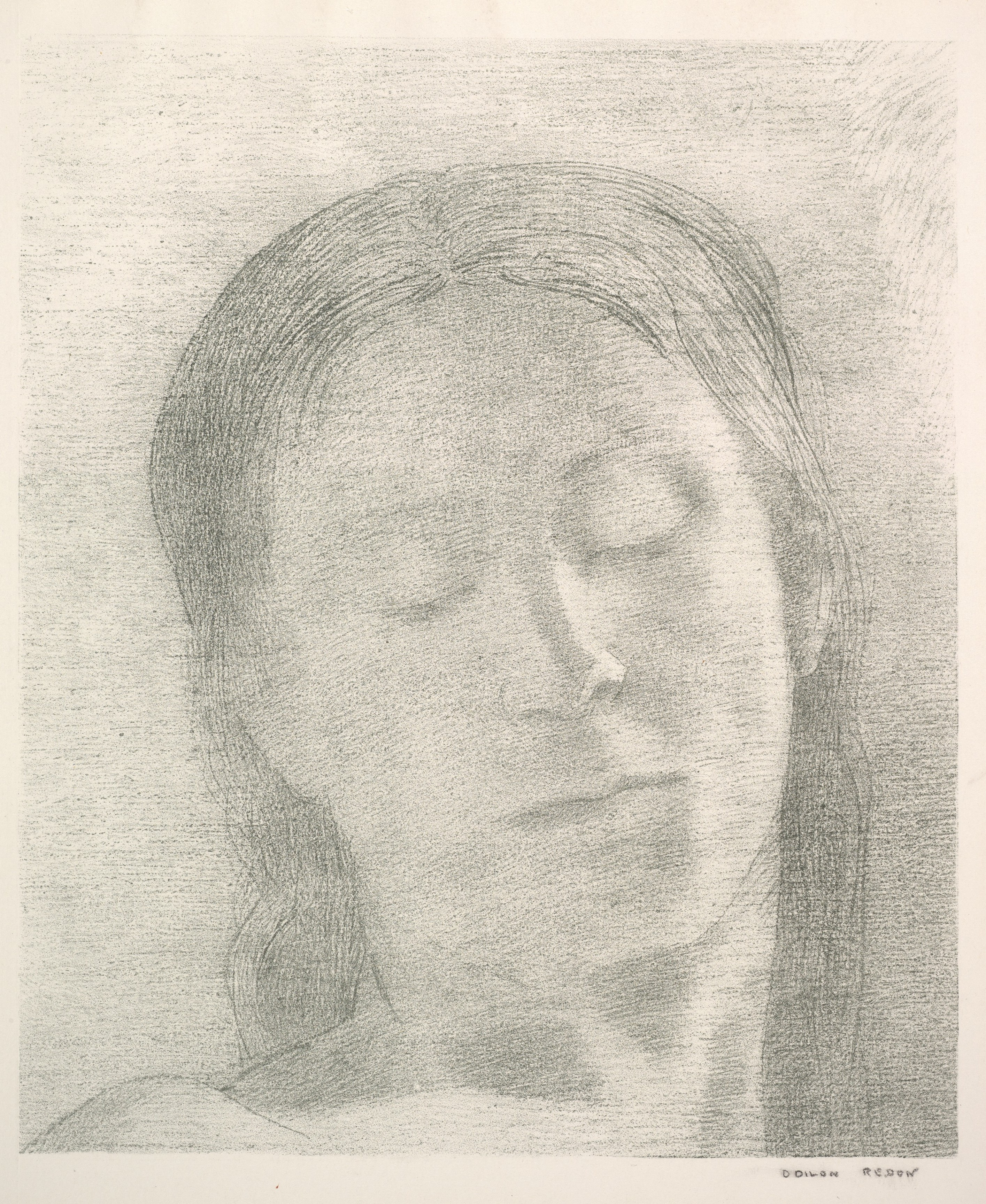
オディロン・ルドン『閉じた眼』(1890年、リトグラフ、21.7cm×18.4cm、ニューヨーク・メトロポリタン美術館蔵) こちらのリトグラフはシカゴ美術館には収蔵されていない。武満の『閉じた眼』とは無関係のリトグラフ。

元々は高橋アキのリサイタルのために書き始められた作品だったが、作曲の最中に瀧口修造が亡くなり、急遽、瀧口への追悼作品ともなった。初演者の高橋アキは、普段、曲の演奏の仕方に何も言わない武満が珍しく、曲の後半に現れる和音が連続する部分について、「ベルのように弾いてほしい」と注文を出したことがあって、それが印象に残っていると述べている。
なお、瀧口には『閉じた眼』という題の詩があるが、武満の『閉じた眼』は瀧口の詩をモティーフにした作品ではない。ピアノ版が作曲されてから10年以上経った1991年 (平成3年) 作曲のオーケストラ作品『ヴィジョンズ』の第2曲は、このピアノ版の『閉じた眼』をオーケストラ用に編曲した作品である。ただし、ピアノ曲を忠実にオーケストラに移し替えただけではなく、かなり改変を施している。

## 初演
1979年 (昭和54年) 9月6日、東京文化会館において高橋アキにより初演された。

## 出版
デュラン=サラベール=エシーク出版

## 演奏時間
約8分

## 録音
武満のピアノ作品全集・選集の録音が多いこともあって、この作品の録音も数多い。
- 武満徹 響きの海 室内楽全集・3、キングレコード KICC 585-586、高橋アキ (2003年4月28日 東京オペラシティリサイタルホール、武満徹全室内楽曲連続演奏会 響きの海・Ⅱ、ライブ録音)
- 武満 徹 ピアノ作品集、フォンテック FOCD9555、藤井一興
- BIS CD-805、小川典子 (1996年7月11日～12日、スウェーデン・ダンデリド・ギムナジウムで録音)
- 閉じた眼～武満徹ピアノ作品集、カメラータ・トウキョウ 28CM-568、岡田博美 (1996年9月、ロンドンで録音)
- 武満徹 ピアノ作品集、ワーナーミュージック・ジャパン WPCS5752、舘野泉
- RCA Red Seal BVCC-1508、ピーター・ゼルキン
- 武満徹ピアノ作品集、ETCETERA KTC 1103、ロジャー・ウッドワード (1990年9月24日、シドニー・ABCスタジオ210で録音)[注 3]
- CRD CRD-3526、ポール・クロスリー (1999年録音)

### 注
1. ↑  ルドンの『閉じた眼』はモノクロのリトグラフが2枚と油彩画が1枚ある、と武満自身は書いているが[3]誤りで、ルドンの同名の作品は、実際には油彩画が4枚存在する。
2. ↑  ブルックリン美術館やクリーヴランド美術館、ワシントン・ナショナル・ギャラリーにも同じリトグラフが収蔵されている。
3. ↑  ウッドワードは武満徹のスペシャリストの1人だが、武満徹自身は、『あのレコードはだめだ』と周囲の人間に言って回るほどこの演奏を毛嫌いしている[5]。